# Лукьянов, Андрей Емельянович
Андрей Емельянович Лукьянов (9 марта 1922 года, Паракино, Симбирский уезд — 10 января 1983 года, Измайловка, Оренбургская область) — сержант Рабоче-крестьянской Красной Армии, участник Великой Отечественной войны, Герой Советского Союза (1943).

## Биография
Родился 9 марта 1922 года в селе Паракино (ныне — Большеберезниковский район Мордовии).
После окончания шести классов школы работал учётчиком в колхозе.
В декабре 1941 года был призван на службу в Рабоче-крестьянскую Красную Армию. С января 1942 года — на фронтах Великой Отечественной войны. Участвовал в Сталинградской и Курской битвах. В боях три раза был ранен и контужен.
К сентябрю 1943 года сержант А. Лукьянов командовал отделением 78-го стрелкового полка 74-й стрелковой дивизии 13-й армии Центрального фронта. Отличился во время форсирования Десны и битвы за Днепр. В ночь с 20 на 21 сентября 1943 года его отделение переправилось через Десну в районе Чернигова и захватило передовые траншеи противника, уничтожив пулемётные точки. В тот же день отделение уничтожило более 20 солдат и офицеров противника и 2 танка. В ночь с 22 на 23 сентября 1943 года он с разведывательной группой переправился через Днепр в районе села Комарин Брагинского района Гомельской области Белорусской ССР, после чего обнаружил и уничтожил несколько немецких огневых точек.
Указом Президиума Верховного Совета СССР от 16 октября 1943 года за «отвагу и мужество, проявленные в боях за удержание плацдарма на правом берегу Днепра» сержант Андрей Лукьянов был удостоен высокого звания Героя Советского Союза с вручением ордена Ленина и медали «Золотая Звезда» за номером 8267.
Воевал на Правобережной Украине, в Молдавии, Румынии и Венгрии. Был трижды ранен и контужен.
В августе 1945 года был демобилизован. Вернулся на родину. В 1957 году он окончил Саранскую совпартшколу. В 1958 году переехал в посёлок Измайловка Новосергиевского района Оренбургской области, работал комсоргом, заведующим клубом и библиотекой.
Умер 19 января 1983 года, похоронен в селе Измайловка Новосергиевского района.
Был также награждён орденом Красной Звезды и рядом медалей.